# بول يانس
بول يانس (بالألمانية: Paul Janes)‏ (10 مارس 1912 – 12 يونيو 1987) لاعب كرة قدم ألماني راحل كان يجيد اللعب في خط الوسط .
لعب طوال مسيرته الرياضية في أندية إنتراخت فرانكفورت وفورتونا دوسيلدورف.
مثل منتخب ألمانيا في 71 مباراة مسجلا 7 أهداف (1932-1942). شارك مع منتخب ألمانيا في بطولة كأس العالم 1934 في إيطاليا حيث احتل المركز الثالث و بطولة كأس العالم لكرة القدم 1938 في فرنسا حيث خرج من الدور الأول.

## وصلات خارجية
- بول جينس على موقع الاتحاد الدولي (مؤرشف)  (الإنجليزية)
- بول جينس على موقع قاعدة بيانات كرة القدم.إي يو (الإنجليزية)
- بول جينس على موقع ناشيونال فوتبول تيمز (الإنجليزية)
- بول جينس على موقع Soccerway.com (الإنجليزية)
- بول جينس على موقع عالم كرة القدم.نت (الإنجليزية)
- بول جينس على موقع أوليمبيديا (الإنجليزية)
- هذا سيرة ذاتية